# North Ferriby
North Ferriby is een civil parish in het bestuurlijke gebied East Riding of Yorkshire, in het Engelse graafschap East Riding of Yorkshire met 3893 inwoners.